# Tanigaki Sadakazu
Tanigaki Sadakazu (谷垣 禎一 Cốc Viên Trinh Nhất,  sinh ngày 7 tháng 3 năm 1945) là một chính trị gia người Nhật Bản, từng là thành viên của Chúng Nghị viện từ năm 1998 đến năm 2016, là Bộ trưởng Bộ Tài chính từ năm 2003 đến năm 2006, là Chủ tịch của Đảng Dân chủ Tự do và Lãnh đạo phe đối lập từ năm 2009 đến năm 2012, Bộ trưởng Tư pháp Nhật Bản từ năm 2012 đến năm 2014 và Tổng Thư ký Đảng Dân chủ Tự do Nhật Bản từ năm 2014 đến năm 2016. Ông là nhà lãnh đạo thứ hai của LDP không phải là Thủ tướng Nhật Bản. Ông đã nghỉ hưu sau một chấn thương tủy sống vào năm 2016 khiến ông phải ngồi trên xe lăn.

## Vinh dự
- Nhật Bản:
  -  Huân chương Mặt trời mọc (2019)